# Dorfkirche Görsdorf (Dahmetal)

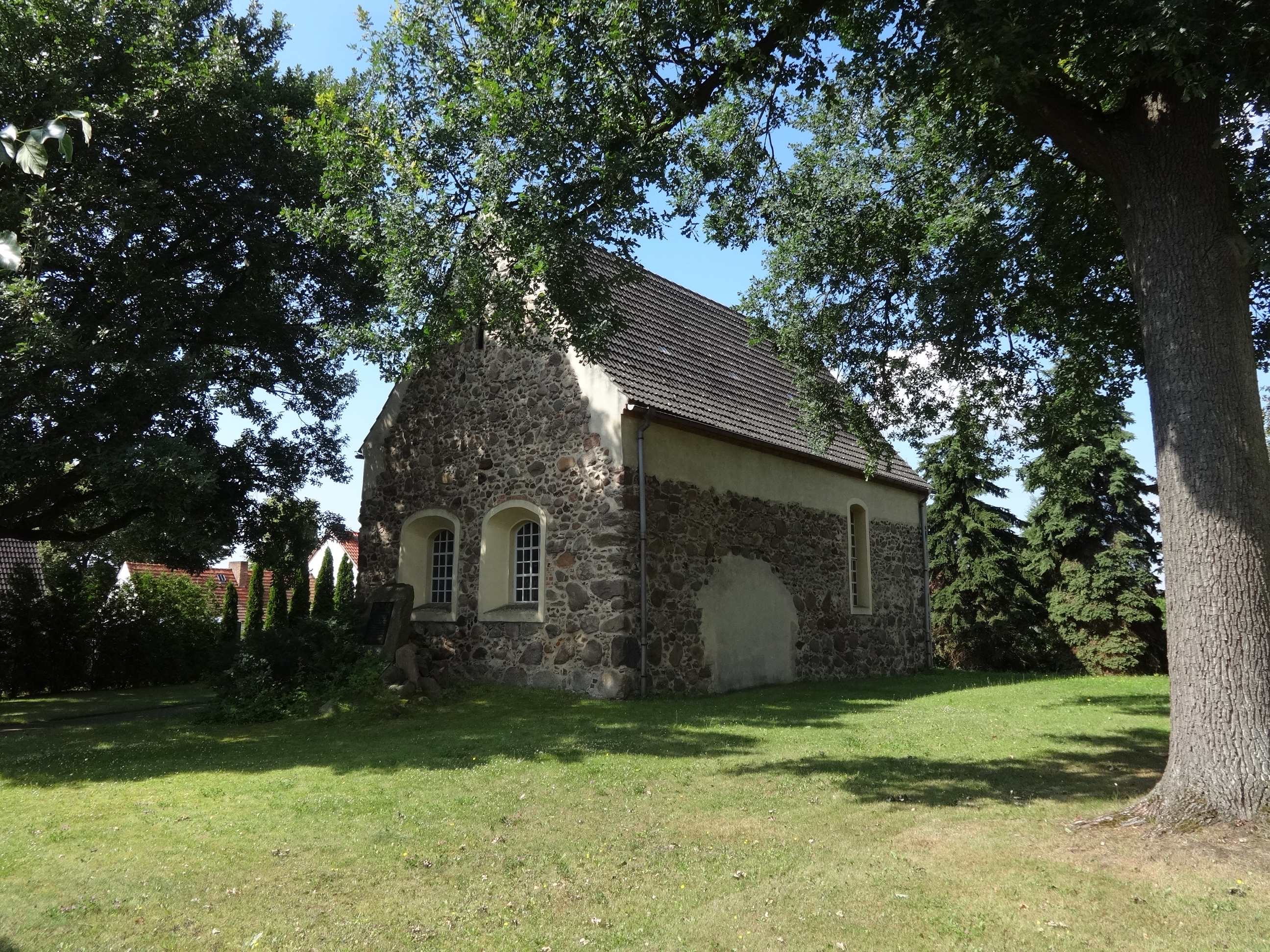
Dorfkirche Görsdorf

Die evangelische Dorfkirche Görsdorf ist eine Feldsteinkirche in Görsdorf, einem Ortsteil der Gemeinde Dahmetal im Landkreis Teltow-Fläming in Brandenburg. Die Kirchengemeinde gehört zum Kirchenkreis Zossen-Fläming der Evangelischen Kirche Berlin-Brandenburg-schlesische Oberlausitz.

## Geschichte
Über die Baugeschichte ist bislang nicht viel bekannt. Der Sakralbau entstand vermutlich im 14. Jahrhundert und wurde von der Kirchengemeinde  im 18. Jahrhundert umgebaut. 1977 wurden der Westturm und eine am nördlichen Kirchenschiff befindliche Patronatsloge zurückgebaut; und 1980 das Bauwerk restauriert.

## Architektur
Die schlichte Kirche wurde aus Feldsteinen errichtet, die bis auf die Ecksteine nicht behauen wurden. Sie sind ungleichmäßig geschichtet; im unteren Bereich finden sich zum Teil sehr große Findlinge. An der Südseite des Kirchenschiffs ist im westlichen Bereich ein segmentbogenförmiges, kleines Fenster eingebaut. Es ist gegenüber den beiden weiteren, deutlich größeren Fenstern tiefer gesetzt. Um diese kleine Öffnung herum wurde reichlich Putz aufgetragen, so dass sich dort zu einer früheren Zeit eine Pforte befunden haben könnte. Eine weitere Ausbesserung, wenn auch deutlich kleiner, findet sich zwischen den beiden größeren Fenstern im östlichen Bereich des Kirchenschiffs. Die beiden Fenster im Chor wurde vermutlich ebenfalls im 18. Jahrhundert vergrößert. Die Steine oberhalb der Öffnungen weisen keine Unregelmäßigkeiten auf und stammen daher vermutlich aus der Bauzeit. Im ebenfalls aus Feldsteinen errichteten Giebel ist mittig eine schmale Öffnung erkennbar. An der nördlichen Wand des Kirchenschiffs fällt dem Betrachter eine großflächig verputzte Fläche im Chorbereich auf. Westlich davon ist ein großes, segmentbogenförmiges Fenster angebracht. Die Feldsteine sind im unteren Bereich deutlich größer als am übrigen Bauwerk. Die westliche Wand des Bauwerks hat ebenfalls zwei Fenster, die teilweise von einem modernen Anbau verdeckt werden. Dieser hat einen rechteckigen Grundriss und eine hölzerne Pforte an seiner Westseite. Er trägt, wie auch das Kirchenschiff, ein schlichtes Satteldach mit roten bzw. dunklen Ziegeln. Unterhalb der Dachtraufe bzw. der Giebel ist das Bauwerk ringsum verputzt, was auf eine Ausbesserung am Dachstuhl hindeutet. Nördlich des Bauwerks steht ein freistehender Glockenturm. Östlich befindet sich ein Gedenkstein für die Opfer aus dem Ersten und Zweiten Weltkrieg.

## Ausstattung

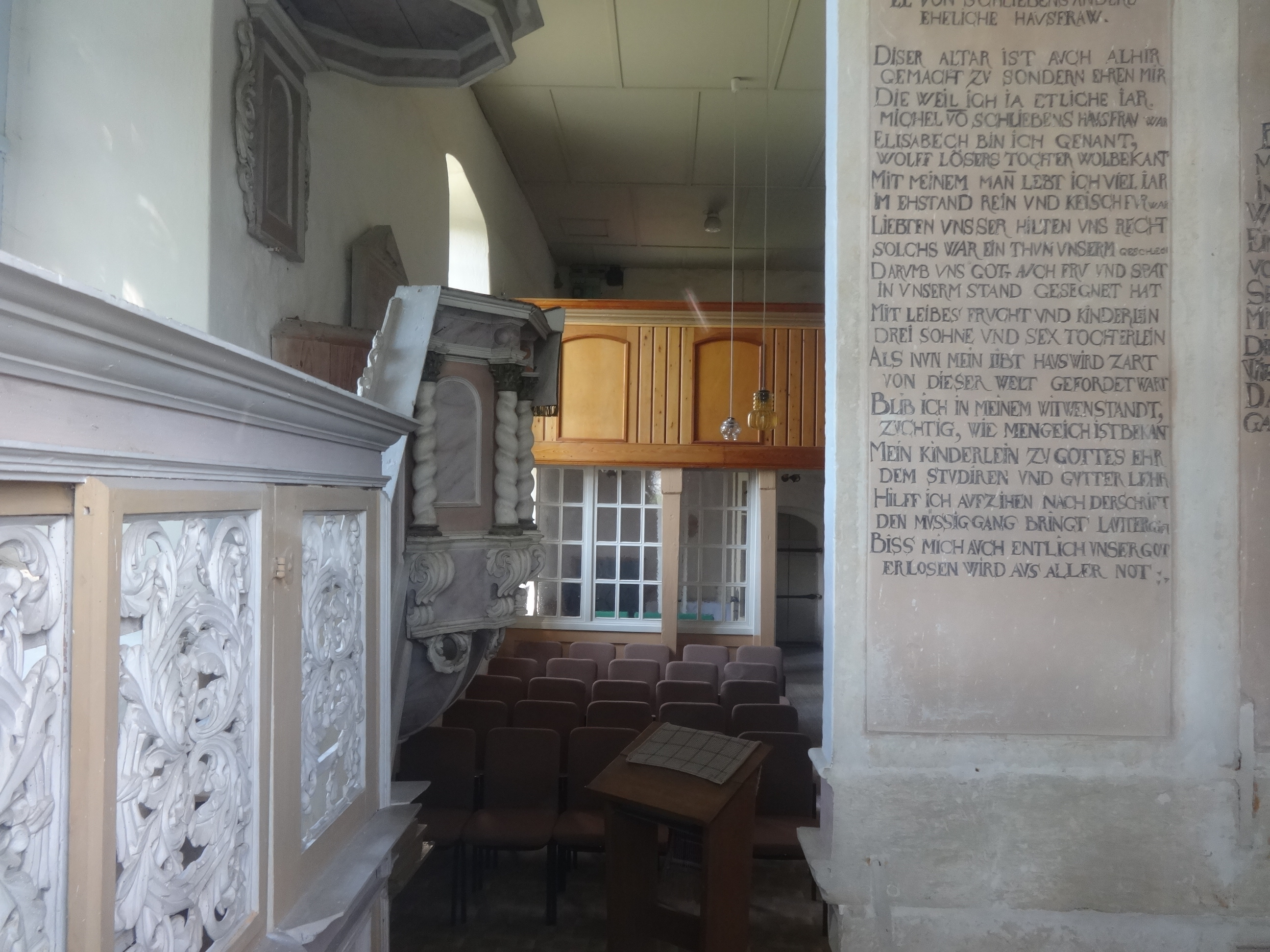
Kanzel und Rückansicht des Altarretabels

Das im Dehio-Handbuch als „qualitätsvoll“ bezeichnete Altarretabel besteht aus Sandstein und konnte auf das Jahr 1581 datiert werden. Es stammt vom Torgauer Bildhauer Georg Schröter und diente gleichzeitig als Epitaph für Michael von Schlieben (gestorben 1572) sowie dessen Ehefrauen Catharina und Elisabeth. Es handelt sich um eine Stiftung seiner beiden Söhne Otto und Hans und zeigt in der Predella das Abendmahl Jesu und im Hauptfeld ein Kruzifix, das von männlichen Mitgliedern der Stifterfamilie kniend angebetet wird. In den Seitentafeln des an einen Flügelaltar angelehnten Werkes sind die beiden Ehefrauen mit ihren jeweils sechs Töchtern unter ihren Wappenschilden abgebildet. Der Aufsatz zeigt die Opferung Isaaks. Die hölzerne, mit geschnitztem Rankwerk verzierte Kanzel mit Schalldeckel ist vergleichsweise schlicht ausgeführt und stammt, wie auch der Beichtstuhl, aus dem Anfang des 18. Jahrhunderts. Ebenfalls schlicht ist die Fünte aus derselben Zeit. Das Bauwerk ist in seinem Innern flach gedeckt.